# Шуплецов, Сергей Борисович
Серге́й Бори́сович Шуплецо́в (25 апреля 1970, Чусовой, Пермская область, СССР — 14 июля 1995, Ла Клюза, Верхняя Савойя, Франция) — советский и российский фристайлист, двукратный чемпион мира в комбинации, вице-чемпион Олимпийских игр 1994 года в могуле, обладатель Кубка мира по фристайлу в общем зачёте. Заслуженный мастер спорта СССР (1991). Один из немногих фристайлистов, выступавших в трёх видах фристайла — могуле, акробатике и лыжном балете. Наиболее успехов добился в могуле и комбинации (виде программы, где фристайлисты соревновались во всех трёх дисциплинах).
Один из семи призёров Олимпийских игр во фристайле в истории российского спорта.

## Биография
Мать Любовь Александровна работала в СМУ, отец Борис Николаевич работал на металлургическом заводе в Чусовом. В 7 лет Сергей поступил в местную СДЮШОР «Огонёк» и поначалу занимался горнолыжным спортом. Через несколько лет в спортшколе получил развитие новый вид спорта — фристайл, и директор «Огонька» Леонард Дмитриевич Постников уговорил 15-летнего Шуплецова сменить профиль.
В конце 1980-х Шуплецов входил в сборную СССР по фристайлу. В Кубке мира дебютировал 5 января 1990 года на горе Габриэль в Канаде в лыжном балете. Через 9 дней впервые поднялся на подиум на этапе Кубка мира в Лейк-Плэсиде, заняв третье место в комбинации. 2 февраля впервые выиграл этап Кубка мира, победив в комбинации во французском Ла Плане.
В феврале 1991 года 20-летний Шуплецов победил на чемпионате мира в Лейк-Плэсиде в комбинации (4-е место в могуле, 14-е место в балете, 23-е место в акробатике). В 1992 году на Олимпиаде в Альбервиле занял в могуле 12-е место (в Альбервиле разыгрывались медали только в могуле).
В марте 1993 года в австрийском Альтенмаркте вновь стал чемпионом мира в комбинации (8-е место в могуле, 17-е в балете, 27-е в акробатике).
8 января 1994 года впервые в карьере выиграл этап Кубка мира в могуле, победив в канадском Блэккомбе. Через месяц с небольшим выиграл серебро в могуле на Олимпийских играх в Лиллехаммере, уступив только канадцу Жану-Люку Брассару и опередив олимпийского чемпиона Альбервиля француза Эдгара Гроспирона. После Олимпиады Шуплецов ещё 8 раз поднялся на подиум на этапах Кубка мира в могуле и комбинации и завоевал Кубок мира 1993/94 в общем зачёте. В зачёте могула и комбинации в том сезоне был вторым. В апреле 1994 года был награждён медалью ордена «За заслуги перед Отечеством» II степени.
В сезоне 1994/95 Шуплецов сконцентрировался только на могуле и стал мировым лидером в этой дисциплине. Принял участие в 18 этапах Кубка мира и ни разу не опускался ниже второго места — 11 побед и 7 вторых мест. Выиграл и зачёт Кубка мира 1994/95 в могуле, опередив Гроспирона и Брассара. На чемпионате мира 1995 года во французском Ла Клюза впервые поднялся на подиум мирового чемпионата в могуле (до этого он был 4-м в 1991 году). Опередили его лишь извечные соперники Гроспирон и Брассар.
Всего за карьеру Шуплецов 135 раз выходил на старт этапов Кубка мира и выиграл 17 из них (13 в могуле и 4 в комбинации). Всего он 47 раз поднимался на подиум (31 раз в могуле и 16 раз в комбинации). В лыжном балете 7 раз попадал в 10-ку лучших на этапах Кубка мира, однажды заняв 4-е место (в марте 1994 года в Альтенмаркте). В акробатике его лучшим достижением было 17-е место на этапе Кубка мира.

### Женитьба
В мае 1995 года, за 2 месяца до гибели, женился на француженке Ингрид Гуа (род. 1973), также выступавшей в могуле и попадавшей в десятку лучших на этапах Кубка мира. До женитьбы около четырёх лет встречался с российской фристайлисткой Елизаветой Кожевниковой, с которой познакомился в январе 1989 года на чемпионате СССР в Алма-Ате.
Шуплецов переехал жить к супруге во французское местечко Ла Клюза, столицу французского фристайла, где несколько месяцев назад выиграл медаль чемпионата мира.

### Гибель
Вечером 14 июля 1995 года Шуплецов на узком горном серпантине в Ла Клюза на скорости 180 км/ч на своём мотоцикле врезался в выезжавший на шоссе автомобиль. Машина скрылась с места ДТП. По просьбе жены похоронен во Франции.

## Выигранные Кубки мира
- Общий зачёт — 1993/94
- Могул — 1994/95